# Schizomavella quincuncialis
Schizomavella quincuncialis är en mossdjursart som först beskrevs av Walter Douglas Hincks 1881.  Schizomavella quincuncialis ingår i släktet Schizomavella och familjen Bitectiporidae. Inga underarter finns listade i Catalogue of Life.